# Thrasybulus
Thrasybulus (/ˌθræsɨˈbjuːləs/; Tiếng Hy Lạp: Θρασύβουλος, nghĩa là "ý chí dũng cảm"; khoảng 440 – 388 tr.CN) là một vị tướng và nhà lãnh đạo Athena cổ đại. Năm 411 trước Công nguyên (tr.CN), đứng trước cuộc đảo chính của nhóm đầu sỏ ở Athena, ông được những thủy thủ phe dân chủ ở Samos bầu chọn làm tướng quân, trở thành lãnh đạo chính đưa cuộc kháng chiến chống đảo chính thành công. Khi cầm quyền, ông đã cho triệu tập nhà quý tộc gây tranh cãi Alcibiades trở về từ cảnh lưu đày, và hai người cộng tác với nhau những năm sau đó. Trong những năm 411 và 410, Thrasybulus cùng Alcibiades và những người khác đã lãnh đạo thắng lợi một loạt chiến dịch hải chiến quan trọng cho Athena.
Sau thất bại của Athena trong Chiến tranh Peleponnesus, Thrasybulus một lần nữa lãnh đạo phong trào kháng chiến dân chủ chống chính thể đầu sỏ mới- Ba mươi bạo chúa- mà người Sparta dựng lên ở Athena. Năm 404 tr.CN, ông lãnh đạo một lực lượng lưu vong ít ỏi đổ bộ vào Attica và sau một loạt trận chiến đã đánh bại cả đơn vị Sparta đồn trú lẫn quân của chế độ đầu sỏ. Nhờ vào đó, chính thể dân chủ được khôi phục, Thrasybulus sử dụng ảnh hưởng của mình để cổ vũ cho chính sách chống lại Sparta và tìm cách khôi phục quyền lực đế quốc của Athena. Ông bị giết năm 388 tr.CN khi đang lãnh đạo thủy quân Athena trong Chiến tranh Corinth.

## Đời sống cá nhân và buổi đầu sự nghiệp
Người ta biết rất ít về gia thế và tuổi trẻ của Thrasybulus. Cha ông có tên là Lycus, và ông là cư dân của khu Steiria ở Athena. Ông chắc hẳn sinh ra vào khoảng từ 455 đến 441 tr.CN, mặc dù không thể loại trừ năm sinh có thể là cuối thập niên 430 tr.CN. Ông lập gia đình và có hai người con. Qua một vài dữ liệu gián tiếp ta cũng biết rằng ông sinh trưởng trong một gia đình giàu có, bởi vì ông từng đảm nhiệm vị trí trierarch (phụ trách một tàu chiến trireme), vốn thỉnh thoảng đòi hỏi người đương chức bỏ những khoản tiền túi lớn, và vào thế kỷ IV tr.CN con ông có tiền để đóng một khoản phạt khá to là 10 talent.
Tới năm 411 tr.CN, sử sách ghi nhận Thrasybulus đã là một chính khách phe dân chủ, như một số sự kiện dưới đây sẽ làm rõ. Ông không xuất hiện trong bất cứ tài liệu nào trước 411, nên không thể nói gì thêm về những hoạt động của ông trước mốc này.
Với tư cách chính khách, Thrasybulus ủng hộ nhất quán một số chính sách trong suốt sự nghiệp của mình. Ông cổ vũ cho chủ nghĩa đế quốc và bành trướng của Athena, và nhất là ủng hộ mạnh mẽ nền dân chủ kiểu Perikles. Ông dường như không phải là một diễn giả xuất chúng cho lắm, dù cho Plutarchus có ghi nhận rằng ông "lớn giọng nhất trong số những người Athena." Trong thời kỳ đỉnh cao quyền lực, ông dường như lãnh đạo một phe mà theo thuật ngữ ngày nay có thể coi là theo đường lối dân túy.
Theo ghi chép của Xenophon, Thrasybulus bị ám sát khi đang là tướng chỉ đạo một cuộc viễn chinh trên đường tới Rhodes, tại một điểm dừng ở Aspendus trên bờ sông Eurymedon vào ban đêm. Cuộc ám sát thực hiện bởi những cư dân giận dữ tại khu vực đó, do những hành động càn quấy của binh lính dưới quyền ông đối ở các nông trại địa phương.

## Cuộc đảo chính 411 trước Công nguyên
Năm 413 tr.CN, một lực lượng viễn chinh đông đảo của Athena đã bị xóa sổ hoàn toàn ở Sicilia. Với thất bại này, người dân Athena nhận thấy mình đứng trước một cuộc khủng hoảng nghiêm trọng chưa từng có. Các thành phố thuộc địa trong suốt đế quốc Aegea của nó bắt đầu nổi dậy, và một hạm đội từ Peloponnesus kéo tới hỗ trợ họ. Để tìm cách hạn chế cuộc khủng hoảng, Athena dùng tới quỹ dự phòng để xây dựng lại hạm đội và gửi những chiến thuyền còn lại xây dựng một căn cứ hải quân tiền tiêu ở Samos.
Trong không khí khủng hoảng toàn diện này, giới quý tộc ở Athana từ đã mong mỏi lật đổ chế độ dân chủ bắt đầu công hai kêu gọi thay đổi chính quyền, và bày mưu mang một thể chế đầu sỏ lên cầm quyền ở Athena. Trong số các kế hoạch của họ bao gồm việc triệu hồi Alcibiades, người trước đó bị chính quyền dân chủ lưu đày. Những chính khách đầu sỏ này khởi đầu kế hoạch ở Samos, nơi họ thành công trong việc cổ vũ một lực lượng đầu sỏ ở địa phương xây dựng một âm mưu tương tự.
Các sử gia hiện đại tranh luận về việc liệu Thrasybulus có tham dự vào kế hoạch này. Donald Kagan đề xuất rằng Thrasybulus là một trong những thành viên sáng lập và ủng hộ một thể chế đầu sỏ ôn hòa, nhưng sớm từ bỏ bởi những hành động cực đoan của những người dự mưu khác. Trái lại, R. J. Buck cho rằng Thrasybulus chắc chưa bao giờ liên quan tới âm mưu, có thể bởi vì ông vắng mặt ở Samos vào thời điểm nó bắt đầu.
Khi họ trở lại Athena, nhóm tạo phản thành công trong việc chấm dứt chế độ dân chủ và áp đặt một nền chính trị tập trung với 400 nhà cầm quyền. Tuy nhiên ở Samos, cuộc đảo chính không diễn ra êm thấm như vậy. Những người dân chủ Samos biết được âm mưu và thông báo với 4 yếu nhân Athena, bao gồm các tướng Leon và Diomedon, Thrasybulus, và Thrasyllus, khi đó mới ở bậc hoplite trong quân đội. Với sự ủng hộ của những người này và quân lính Athena đóng tại Samos nói chung, những người dân chủ Samos đã đánh bại được nhóm tạo phản khi họ tìm cách tiếm quyền.
Sau đó họ gửi thuyền để thông báo cho thành bang Athena về thắng lợi này. Nhưng bấy giờ nhóm đầu sỏ đã cầm quyền ở Athena, ra lệnh bắt giữ con thuyền cùng thủy thủ đoàn. Biết được tin đó, quân đội Samos truất chức các vị tướng và bầu các nhân vật mới mà họ cho rằng kiên quyết hơn trong việc ủng hộ nền dân chủ, trong đó có Thrasybulus và Thrasyllus. Quân đội ra tuyên bố rằng họ không nổi loạn chống thành bang, mà chính là thành bang phản bội họ, quyết định ủng hộ dân chủ trong khi vẫn tiếp tục tiến hành cuộc chiến chống Sparta.
Một trong những hành động đầu tiên khi Thrasybulus nhậm chứng tướng quân là kêu gọi việc triệu hồi Alcibiades, một chính sách ông ủng hộ kể từ cả trước cuộc đảo chính. Sau khi thuyết phục được các thủy thủ ủng hộ mình, Thrasybulus dong thuyền tìm Alcibiades và đưa ông này lại Samos. Mục đích của chính sách này là để tách Ba Tư khỏi chủ trương ủng hộ Sparta, bởi vì Alcibiades được cho là có ảnh hưởng lớn tới Tissaphernes, tư lệnh Ba Tư ở Tiểu Á. Alcibiades được bầu làm tướng cùng với Thrasybulus và những người khác. Ít lâu sau đó, sau cuộc nổi dậy ở Euboea, chính quyền 400 người ở Athena bị lật đổ và thay thế bằng một chính thể đầu sỏ đông đảo hơn, cuối cùng chuyển hóa lại về nền dân chủ.

## Cầm quân
Những tháng sau những sự kiện này, Thrasybulus chỉ huy hạm đội Athena trong một số trận giao chiến lớn. Trong Trận Cynossema, ông chỉ huy một cánh hạm đội và giúp Athena tránh khỏi một thất bại nặng bề bằng cách mở rộng phía sườn để ngăn cản địch bao vây, do đó mà cuối cùng Athena thắng lợi. Ít lâu sau đó Thrasybulus lại một lần nữa chỉ huy một cánh quân trong một trận hải chiến thành công ở Abydos.

Chiến lược của quân Athena ở Cyzicus. Hình trái: cánh quân của Alcibiades (xanh) nhử hạm đội Sparta ra xa khơi. Phải: Thrasybulus và Theramenes đem hai đội tàu từ phía sau Sparta để chặn đường rút lui, trong khi Alcibiades quay đầu đối diện với hạm đội Sparta.

Thrasybulus một lần nữa cầm quân trong Trận Cyzicus, một thắng lợi vang dội của hải quân Athena. Trong trận này, người Athena nhử hạm đội Sparta đuổi theo một lực lượng nhỏ do Alcibiades chỉ huy; khi quân Sparta đã cách xa bờ, hai đội tàu dưới sự chỉ huy của Thrasybulus và Theramenes xuất hiện phía lưng cắt đường rút lui. Quân Spartan buộc phải rút chạy về một bờ biển gần đó, nơi Alcibiades đổ quân để chiếm tàu đối phương. Nhưng với sự trợ giúp của một đội quân Ba Tư, quân Sparta đánh bật lực lượng này ra biển. Phát hiện thấy điều đó, Thrasybulus đổ quân của ông để tạm thời giảm bớt áp lực lên Alcibiades, đồng thời ra lệnh cho Theramenes liên binh với lục quân Athena gần đó để tăng viện cho thủy quân trên bãi biển. Quân Sparta và Ba Tư, choáng váng trước sự xuất hiện của nhiều lực lượng từ các hướng khác nhau, bị đánh bại và phải tháo lui, và người Athena chiếm được tất cả các thuyền của Sparta còn nguyên vẹn.
Năm 409 và 408 tr.CN, Thrasybulus vẫn nắm binh quyền, nhưng tài liệu ít cho biết những hoạt động của ông hai năm này. Ông dường như dành phần lớn thời gian hành quân Thrace, tái chiếm các thành phố cho Đế chế Athena và khôi phục nguồn cống nộp từ vùng này. Năm 407 tr.CN, ông chỉ huy một phân hạm đội tới vây hãm thành Phocaea; tuy nhiên ông phải rút quân sau quân Sparta dưới quyền Lysander đánh bại hạm đội chính của Athena tại Notium. Thất bại này dẫn tới sự thất thế và lưu đày Alcibiades. Thrasybulus hoặc là bị tước quyền tại mặt trận bởi Alcibiades hoặc không được tái cử khi hết nhiệm kỳ; dù sao thì ông cũng không còn tại vị từ đó cho đến hết cuộc chiến.
Thrasybulus xuất hiện trở lại, trong  Trận Arginusae năm 406 tr.CN. Trong trận này ông là một trierarch của lực lượng giải cứu được gửi đi đến trợ giúp cho đô đốc Conon đang bị vây chặt ở Mytilene. Họ đánh bại hạm đội Sparta tới ứng chiến; tuy nhiên sau đó, các tướng chỉ huy đem đại bộ phận các chiến thuyền đi tấn công hạm đội Peloponnesus vốn bao vây Conon, để lại phía sau một lực lượng nhỏ dưới quyền 2 trierarch làThrasybulus và Theramenes giải cứu những thủy thủ trên 25 tàu Athena bị đắm. Một cơn bão bất ngờ ập tới đẩy lực lượng giải cứu phải cập bờ, khiến cho một lượng lớn các thủy thủ—ước tính từ gần 1,000 cho tới 5,000 người—bị chết đuối. Kéo sau đó là một trong những bê bối chính trị lớn, dẫn đến trong một cuộc chiến gay gắt giữa Theramenes và các vị tướng ở Athena về chuyện ai phải chịu trách nhiệm về thảm họa nói trên, cuối cùng các vị tướng bị xử tử. Không rõ vì sao Thrasybulus dường như ít tham dự vào cuộc tranh cãi này.

## Ba mươi Bạo chúa
Năm 404 tr.CN, sau thất bại trong trận Aegospotami, Athena buộc phải đầu hàng, kết thúc Chiến tranh Peloponnesus.  Đô đốc Sparta Lysander áp một chính quyền đầu sỏ hạn chế lên Athena, bao gồm những người được biết dưới tên Ba mươi Bạo chúa. Chính quyền mới này xử tử và lưu đày hàng loạt những người không ưa và tước đoạt hầu hết quyền công dân, đi đến chỗ cực đoan đến nỗi ngay cả một thành viên đầu sỏ ôn hòa Theramenes cũng trở thành nạn nhân và bị xử tử. Lo sợ cho tính mạng, nhiều người Athena bỏ trốn tới Thebes.
Thrasybulus là một trong người đầu tiên phản đối chế độ đầu sỏ và bị lưu đày tới Thebes ít lâu sau khi nhóm này cầm quyền. Tại đây, ông được lãnh Thebes Ismenias và thuộc hạ chào đón và ủng hộ, hỗ trợ ông trong việc chuẩn bị một chuyến trở về Athena. Năm 403 tr.CN, ông lãnh đạo một nhóm 70 người lưu đày tới chiếm Phyle, một vị trí có thể phòng thủ được ở biên giới Attica và Boeotia. Một cơn bão cản trở quân của nhóm Ba mươi tới đánh đuổi ngay khi nghe được tin, và ít lâu sau đó nhiều người lưu đày kéo đến gia nhập với ông. Khi quân Sparta đồn trú ở Athena, được yểm trợ bởi kỵ binh Athena, được gửi tới tấn công, Thrasybulus đã chỉ huy lực lượng của mình, giờ đã lên tới 700 người, trong một cuộc đột kích bất ngờ vào trại đối phương lúc rạng sáng, giết 120 lính Sparta và buộc số còn lại phải bỏ chạy.
Số người gia nhập lực lượng của ông tăng lên nhanh chóng. 5 ngày sau, để lại 200 người ở Phyle, ông dẫn 1000 tới Piraeus, cảng chính của Athena. Tại đây, ông gia cố Munychia, một ngọn đồi chế ngự cảng, và đón đợi đối phương tới giáp chiến. Nhóm Ba mươi đem quân cùng với quân đồn trú Sparta hành quân tới Piraeus. Thrasybulus bị áp đảo về số lượng với tỉ lệ 1:5, nhưng dựa vào ưu thế chiến địa và dường như khai thác được sự hốt hoảng trong hàng ngũ những người đầu sỏ, nhóm quân lưu vong đánh đuổi được lực lượng phe đầu sỏ, giết chết Critias, lãnh tụ nhóm Ba mươi.
Sau chiến thắng này, phần nhiều nhóm Ba mươi bỏ chạy tới Eleusis, và nhóm đầu sỏ ở Athena bắt đầu cãi vã lẫn nhau. Những lãnh đạo mới được bầu lên, nhưng không đương đầu được với Thrasybulus, và buộc phải cầu cứu Sparta. Tuy nhiên lãnh đạo lực lượng viễn chinh lần này không phải là một Lysander hiếu chiến nữa, mà là một Pausanias bảo thủ hơn. Quân Pausanias có một thắng lợi ngặt nghèo trước quân Thrasybulus, nhưng tổn hại đáng kể, và không muốn dấn sâu thêm, ông này dàn xếp thỏa thuận giữa chính quyền đầu sỏ và Thrasybulus. Nền dân chủ được thiết lập, trong khi những người đầu sỏ chịu thuận theo thỏa hiệp rút về Eleusis. Nắm được chính quyền, Thrasybulus đề xuất thông qua luật ân xá cho tất cả chỉ trừ vài người đầu sỏ, tránh cho Athena một cuộc tắm máu bởi những người phe dân chủ chiến thắng. Vì những công tích đó, Thrasybulus được đồng bào tặng một vương miện nguyệt quế.

## Những hoạt động về sau
Trong nền dân chủ được tái lập năm 403 tr.CN,Thrasybulus trở thành một lãnh tụ quyền uy, dù ông sớm phải nhường vị trí nguyên thủ cho Archinus. Thrasybulus dường như đã cổ vũ cho một chính sách dân chủ cấp tiến hơn mức đa số quần chúng bấy giờ mong muốn; ông kêu gọi tái lập việc trả lương cho các chức vụ chính trị, và tìm cách mở rộng quyền công dân cho tất cả ngoại kiều và những người nước ngoài đã chiến đấu cùng ông chống lại nhóm Ba mươi. Ban đầu ông tỏ ra thận trọng về việc xúc phạm Sparta, như khi sự ủng hộ đến từ Ba Tư từ khi Chiến tranh Corinth khai màn, ông bắt đầu lên tiếng ủng hộ hành động hiếu chiến, và vào khoảng thời gian này bắt đầu lấy lại vị trí nổi trội trên vũ đài chính trị Athena. Ông khởi động việc tái xây dựng các trường thành, vốn bị phá hủy sau chiến tranh Peleponnesus, và chỉ huy các đạo quân Athena tại Nemea và Coronea; thất bại trong hai trận này đã phá hủy uy tín chính trị của ông, và khiến ông mất vị trí nguyên thủ vào tay Conon, người đã đại thắng ở Cnidus, chấm dứt ước mộng vủa Sparta về một đế chế hàng hải.
Vai trò của Thrasybulus phai nhạt trong vài năm sau đó khi Conon lãnh đạo hạm đội Athena đi hết từ thắng lợi này tới thắng lợi khác, nhưng vào năm 392 tr.CN Conon bị thống đốc Ba Tư ở Tiểu Á Tiribazus giam cầm khi đang tham dự hội nghị hòa bình ở Sardis; mặc dù sau đó được thả, ông chết ở Cộng hòa Síp khi chưa kịp quay lại Athena. Thrasybulus lãnh đạo phe từ chối đề xuất hòa bình trở lại đỉnh cao quyền lực. Năm 389 tr.CN, ông đem một hạm đội đi áp đặt cống nạp lên các thành bang xung quanh biển Aegea và ủng hộ Rhodes, nơi một chính quyền dân chủ đang phải đương đầu với Sparta. Trong chiến dịch này, Thrasybulus tái lập lại phần lớn nền tảng của đế chế Athena theo hình mẫu thời kỳ hoàng kim thế kỷ V tr.CN; ông chiếm Byzantium, đánh thuế tàu bè đi qua  Hellespont, và thu thập cống nạp từ nhiều hòn đảo của biển Aegean. Năm 388 tr.CN, khi ông dẫn hạm đội về phía nam biển Aegea, lính của ông đã tàn phá những cánh đồng ở xứ Aspendus. Để trả thù, người dân địa phương đột kích trại Athena vào ban đêm; Thrasybulus bị giết ở trong lều của mình.
Những thắng lợi mà Thrasybulus thu được trong chiến dịch sớm bị hoán đảo bởi sự can thiệp của Ba Tư. Cảm thấy bị de dọa bởi sự tái xuất hiện đột ngột của thứ tương tự như một đế chế Athena đã đánh đuổi họ khỏi miền Aegean thế kỷ thứ V tr.CN, người Ba Tư bắt đầu quay lại ủng hộ Sparta, và một hạm đội Ba Tư sớm dong thuyền vào Hellespont, đe dọa nguồn cung cấp ngũ cốc cho Athena. Hòa bình sớm được lập lại, dựa trên đúng những điều khoản mà người Athena từng bác bỏ năm 392 tr.CN. Nói cách khác, những chiến dịch của Thrasybulus, dù thành công một cách ấn tượng trong việc lan tỏa ảnh hưởng của Athena, ít có tác động lâu dài, bởi chúng đánh động Ba Tư, buộc người Athena phải từ bỏ những gì họ đã đạt được.

## Đánh giá của giới sử học
Thrasybulus được công nhận rộng rãi như một nhà lãnh đạo quân sự thành công. Hầu hết các sử gia cổ đại quy những thắng lợi đầy kịch tính của Athena năm 411 tr.CN cho Alcibiades, nhưng vài người, chẳng hạn Cornelius Nepos, chỉ ra vai trò quyết định của Thrasybulus trong những trận này. Những sử gia đương đại như Donald Kagan và R. J. Buck có xu hướng ủng hộ cách lý giải này, nhắc tới tầm quan trọng của Thrasybulus trong việc vạch ra chiến lược, và nhất là hành động có tính quyết định của ông trong trận Cyzicus đã cứu quân của Alcibiades khỏi bị sa lầy, và xoay chuyển cục diện từ chỗ có thể là một thất bại của Athena thành một chiến thắng ngoạn mục. R. J. Buck cho rằng Thrasybulus có thể bị thành kiến bởi một "truyền thống chống lại dân chủ trong nền sử học cổ đại," dẫn tới việc nhiều cây bút tìm cách xem nhẹ những thành tích của một trong những người ủng hộ nền dân chủ mạnh mẽ nhất.
Trong suốt sự nghiệp của mình, Thrasybulus đã bảo vệ nền dân chủ ở Athena trước những kẻ thù khác nhau. Ông là một trong số vài công dân có danh vọng được người Samos tin cậy để bảo vệ nền dân chủ của họ, và đã dẫn dắt hạm đội vượt qua thời gian thử thách khi đương đầu với nhóm 400. Sau này, trong lúc đối đầu với nhóm Ba mươi, Thrasybulus liều mạng sống của mình trong khi ít ai dám làm điều tương tự, và hành động quả quyết của ông đã dẫn đến sự khôi phục của nền dân chủ. Theo cách nói của Cornelius Nepos,
Hành động cao quý nhất này, do đó, là hoàn toàn thuộc về Thrasybulus; khi Ba mươi bạo chúa, do người Sparta chỉ định lên, áp bức Athena trong cảnh nô lệ, và phần thì trục xuất, phần thì xử tử một lượng lớn những công dân còn may mắn sống sót sau cuộc chiến, và chia chác tài sản tịch thu được, ông không chỉ là người đầu tiên, mà chính là người duy nhất vào lúc khởi đầu, dám tuyên chiến chống lại chúng.

John Fine thì nhắc tới lòng khoan dung mà Thrasybulus và những người dân chủ khác đã thể hiện khi chiến thắng nhóm Ba mươi là đóng góp quan trọng đối với việc tái lập chính phủ ổn định ở Athena. Trong khi nhiều thành bang trong khắp thế giới Hy Lạp rơi vào vòng tròn luẩn quẩn của nội chiến và trả thù, Athena vẫn duy trì thống nhất và dân chủ, mà không bị đứt quãng, cho tới cuối thế kỷ III tr.CN, và nền dân chủ, mặc dù bị lật đổ vài lần bởi xâm lược và cách mạng, tiếp tục duy trì ở Athena cho tới tận thời đế quốc Rôma, vài thế kỷ sau đó.
Nhà văn du hành ở thế kỷ thứ II Pausanias gọi Thrasybulus "người vĩ đại nhất trong số các danh nhân Athena" vì đã lật đổ nhóm Ba mươi cũng như các thành tựu khác, và nói rõ ràng ông cho Thrasybulus còn vĩ đại hơn cả Pericles.
Tựu trung Thrasybulus nhận được tiếng thơm là một nhà ái quốc Athena, và một người dân chủ trung kiên, nguyên tắc. Tuy nhiên các sử gia hiện đại chỉ trích ông là đã không nhận ra được rằng Athena ở thế kỷ IV tr.CN không thể nào duy trì một chính sách đế quốc mà ông cố đeo đuổi. R. J. Buck cho rằng Thrasybulus, người lớn lên trong những ngày rực rỡ khi nền dân chủ và đế quốc dưới thời Perikles ở đỉnh cao của nó, không bao giờ chấp nhận rằng những thất bại tàn phá mà Athena phải chịu trong chiến tranh Peloponnesus khiến cho việc trở lợi những thời hoàng kim như thế là không thể.
Thrasybulus là một vị tướng có năng lực, đặc biệt tỏ ra có tài về hải chiến, và là một diễn giả thành thạo, mặc dù thường xuyên bị lu mờ hoặc gạt ra ngoài lề bởi một lãnh tụ có sức hút hoặc thành công sáng chói khác. Buck so sánh ông với Winston Churchill, một người cũng ủng hộ cho chính sách đế quốc và kiên trì giữ vững niềm tin của mình ngay cả khi cơn triều lịch sử chống lại ông, và cũng như Thrasybulus, lên tới đỉnh cao quyền lực vào giờ khắc đen tối nhất của đất nước. Trong suốt hai mươi năm hoạt động chính trị, dù ở vị trí cầm quyền hay không, Thrasybulus vẫn là một người ủng hộ kiên định của nền dân chủ đế quốc Athena, và ông chết trong khi chiến đấu cho cùng mục đích mà ông đã bênh vực khi ông lần tiên xuất hiện trên vũ đài lịch sử năm 411.

### Tư liệu cổ đại
- Demosthenes. " On the Embassy". The Public Orations of Demosthenes. Trans. Arthur Wallace Pickard.Wikisource.
- Diodorus Siculus, Library From the Perseus Project. Translated by C.H. Oldfather.
- Cornelius Nepos, Lives Lưu trữ ngày 27 tháng 1 năm 2006 tại Wayback Machine From ccel.org. Translated by the Rev. John Selby Watson, MA.
- Thucydides.  History of the Peloponnesian War. Trans. Richard Crawley.Wikisource.
- Xenophon (c. 1890s).  Hellenica. Trans. Henry Graham Dakyns.Wikisource.

### Tư liệu hiện đại
- Buck, R. J. (1998). Thrasybulus and the Athenian Democracy: the Life of an Athenian Statesman. Historia Einzelschriften 120. Stuttgart: Franz Steiner.ISBN 3-515-07221-7.
- Fine, J. V. A. (1983). The Ancient Greeks: A Critical History. Cambridge: Harvard University Press.ISBN 0-674-03314-0.
- Hornblower, S.; Spawforth, A. (2003). The Oxford Classical Dictionary. Oxford: Oxford University Press.ISBN 0-19-866172-X.
- Kagan, D. (2003). The Peloponnesian War. New York: Penguin Books.ISBN 0-670-03211-5.